# جاي جي. جونز
جاي جي. جونز (بالإنجليزية: J. G. Jones)‏ هو فنان قصص مصورة أمريكي، ولد في 1950.